# Osteochilus schlegelii
Osteochilus schlegelii е вид лъчеперка от семейство Шаранови (Cyprinidae).

## Разпространение
Видът е разпространен във Виетнам, Индонезия (Калимантан и Суматра), Камбоджа, Лаос, Малайзия (Саравак) и Тайланд.

## Описание
На дължина достигат до 40 cm.
Популацията на вида е намаляваща.